# Irán en los Juegos Olímpicos de Cortina d'Ampezzo 1956
Irán estuvo representado en los Juegos Olímpicos de Cortina d'Ampezzo 1956 por tres deportistas masculinos que compitieron en esquí alpino.
El equipo olímpico iraní no obtuvo ninguna medalla en estos Juegos.